# Женерал-Карнейру (Парана)
Женерал-Карнейру (порт. General Carneiro) — муниципалитет в Бразилии, входит в штат Парана. Составная часть мезорегиона Юго-восток штата Парана. Входит в экономико-статистический микрорегион Униан-да-Витория. Население составляет 15 830 человек на 2006 год. Занимает площадь 1070,252 км². Плотность населения — 14,8 чел./км².
Праздник города — 19 ноября.

## Статистика
- Валовой внутренний продукт на 2003 год составляет 65 741 097,00 реалов (данные: Бразильский институт географии и статистики).
- Валовой внутренний продукт на душу населения на 2003 год составляет 4399,16 реалов (данные: Бразильский институт географии и статистики).
- Индекс развития человеческого потенциала на 2000 год составляет 0,711 (данные: Программа развития ООН).

## География
Климат местности: субтропический.